# Simone Giertz
Simone Luna Louise Söderlund Giertz, mieux connue sous le nom de Simone Giertz, née le 1er novembre 1990 à Stockholm (Suède), est une vidéaste web, animatrice, inventrice et roboticienne autodidacte suédoise.
Elle est principalement connue pour sa chaîne YouTube où elle présente ses créations robotiques qui ont pour point commun de s'avérer totalement inefficaces même si elles sont mécaniquement fonctionnelles. Elle s'autoproclame en conséquence « Reine des robots de merde ». Autodidacte, elle fait pleinement partie de la culture maker.

## Biographie
Simone Giertz naît le 1er novembre 1990 à Stockholm en Suède. À 16 ans, elle participe à un programme d'échange étudiant en Chine. Par la suite, elle enchaîne plusieurs emplois comme journaliste, rédactrice et même reporter spécialisée dans les arts martiaux mixtes (MMA). Elle étudie également la physique technique pendant 1 an avant d'arrêter ses études. Elle étudie ensuite à l'école d'innovation Hyper Island à Stockholm où l'esprit incubateur de projets l'amène à découvrir le plaisir de construire des choses.
Elle commence à s'intéresser à l'électronique en 2013. Sa première création est un casque brosse à dents qu'elle réalise pour le pilote d'une émission pour enfants. Mais l'émission n'est pas retenue et Giertz décide de mettre la vidéo sur Internet. Elle continue à construire des robots qui, s'ils sont mécaniquement fonctionnels, s'avèrent totalement inefficaces. Ses vidéos deviennent rapidement virales et Giertz s'autoproclame « Reine des robots de merde ». Sa notoriété augmente d'autant plus après qu'elle présente ses créations à la télévision américaine dans des émissions telles que The Late Show with Stephen Colbert sur CBS.
En 2016, elle déménage à San Francisco aux États-Unis pour rejoindre l'équipe de la chaîne YouTube Tested menée par Adam Savage. Leur premier projet est un casque distributeur de pop corn,. L'année suivante, elle co-anime avec Nisse Hallberg (sv) l'émission Manick diffusée sur la chaîne suédoise TV6.
Début 2018, la vidéaste participe à une conférence TED intitulée « Les bonnes raisons de faire des choses inutiles », où elle met en avant l'importance de se poser des questions.
Le 30 avril 2018, elle annonce sur sa chaîne YouTube, non sans humour, qu'elle est atteinte d'un méningiome, une tumeur du cerveau non cancéreuse, pour lequel elle est opérée avec succès. Mais en janvier 2019, elle déclare qu'un bout de la tumeur qui avait été laissé dans son cerveau car trop dangereux à enlever est en train de se redévelopper. Elle est alors traitée par radiothérapie.

## Chaîne YouTube
La chaîne YouTube de Simone Giertz, créée le 15 mars 2013, est consacrée à la robotique et à la culture maker. La jeune suédoise y présente les différents robots qu'elle a mis au point et construits. Ces robots répondent souvent à des tâches de la vie quotidienne, comme le robot réveil, le robot brosse à dent, le robot rouge à lèvres, le robot serveur de petit-déjeuner ou le robot serveur de soupe. S'ils sont tous mécaniquement fonctionnels, ils s'avèrent inefficaces voire dangereux. Les premières vidéos ne montraient que le résultat dans des vidéos au ton comique. Par la suite, elles détaillent également le processus de fabrication.
La chaîne compte au 18 juin 2023 près de 2,69 millions d'abonnés et totalise plus de 172 millions de vues pour 115 vidéos postées. 53 vidéos dépassent le million de vues et trois dépassent les dix millions : J'ai flotté pendant 7,5 minutes (14,9 millions), J'ai transformé ma Tesla en pick-up (13,3 millions), Je me suis enfermée dans ma salle-de-bain pendant 48h (10 millions).